# Première circonscription de La Réunion
La première circonscription de La Réunion est l'une des sept circonscriptions législatives de l'île de La Réunion. Elle recouvrait exactement le territoire de la commune de Saint-Denis jusqu'en 2010, date à laquelle elle est amputée des cantons de Saint-Denis-7 et Saint-Denis-9 par la création de la sixième circonscription de La Réunion. Elle compte désormais sept cantons, contre neuf auparavant.
Durant la XVe législature, elle est représentée par Ericka Bareigts puis par Philippe Naillet, tous deux membres du Parti socialiste.

## Découpage
La première circonscription de La Réunion recouvre les sept cantons suivants :
| Canton                  | Commune     |
| ----------------------- | ----------- |
| Canton de Saint-Denis-1 | Saint-Denis |
| Canton de Saint-Denis-2 | Saint-Denis |
| Canton de Saint-Denis-3 | Saint-Denis |
| Canton de Saint-Denis-4 | Saint-Denis |
| Canton de Saint-Denis-5 | Saint-Denis |
| Canton de Saint-Denis-6 | Saint-Denis |
| Canton de Saint-Denis-8 | Saint-Denis |

Elle comprenait également les cantons de Saint-Denis-7 et Saint-Denis-9 jusqu'au redécoupage des circonscriptions législatives françaises de 2010, lequel a attribué ces cantons à la sixième circonscription de La Réunion, une nouvelle circonscription.

Carte de la première circonscription de La Réunion de 1958 à 1986
Carte de la première circonscription de La Réunion de 1988 à 2012

## Députés
| Législature | Début de mandat | Fin de mandat   | Député             | Parti politique       | Observations |
| ----------- | --------------- | --------------- | ------------------ | --------------------- | --- |
| IIIe        | 3 avril 1967    | 30 mai 1968     | Michel Debré       | UNR                   | Mandat écourté à la suite d'une dissolution parlementaire décidée par Charles de Gaulle.                                                                       |
| IVe         | 11 juillet 1968 | 1er avril 1973  | Michel Debré       | UDR                   | |
| Ve          | 2 avril 1973    | 2 avril 1978    | Michel Debré       | UDR (1973) RPR (1976) | |
| VIe         | 3 avril 1978    | 22 mai 1981     | Michel Debré       | RPR                   | Mandat écourté à la suite d'une dissolution parlementaire décidée par François Mitterrand.                                                                     |
| VIIe        | 2 juillet 1981  | 1er avril 1986  | Michel Debré       | RPR                   | |
| VIIIe       | 2 avril 1986    | 14 mai 1988     | Michel Debré       | RPR                   | Proportionnelle par département, pas de député par circonscription. Mandat écourté à la suite d'une dissolution parlementaire décidée par François Mitterrand. |
| IXe         | 23 juin 1988    | 1er avril 1993  | Auguste Legros     | RPR (1988) SE (1990)  | |
| Xe          | 2 avril 1993    | 21 avril 1997   | Gilbert Annette    | PS                    | Mandat écourté à la suite d'une dissolution parlementaire décidée par Jacques Chirac.                                                                          |
| XIe         | 12 juin 1997    | 18 juin 2002    | Michel Tamaya      | PS                    | |
| XIIe        | 19 juin 2002    | 19 juin 2007    | René-Paul Victoria | UMP                   | |
| XIIIe       | 20 juin 2007    | 19 juin 2012    | René-Paul Victoria | UMP                   | |
| XIVe        | 20 juin 2012    | 11 mars 2016    | Ericka Bareigts    | PS                    | Nommée ministre des Outre-mer du gouvernement Valls II. |
| XIVe        | 12 mars 2016    | 20 juin 2017    | Philippe Naillet   | PS                    | Nommée ministre des Outre-mer du gouvernement Valls II. |
| XVe         | 21 juin 2017    | 13 juillet 2020 | Ericka Bareigts    | PS                    | Élue maire de Saint-Denis. |
| XVe         | 14 juillet 2020 | 21 juin 2022    | Philippe Naillet   | PS                    | Élue maire de Saint-Denis. |

## Historique des élections

### Élections de 1958
| Candidat | Candidat                              | Parti          | Premier tour | Premier tour | Second tour | Second tour |  |
| Candidat | Candidat                              | Parti          | Voix         | %            | Voix        | %           |  |
| --- | ------------------------------------- | -------------- | ------------ | ------------ | ----------- | ----------- |  |
| | Frédéric Champierre de Villeneuve élu | Modérés        | 12 816       | 40,09        | 18 916      | 69,26       |  |
| | Marcel Vauthier                       | MRP            | 10 787       | 33,74        | Retrait     | Retrait     |  |
| | Paul Vergès sortant                   | PCR            | 8 364        | 26,16        | 8 396       | 30,74       |  |
| |                                       |                |              |              |             |             |  |
| Inscrits | Inscrits                              | Inscrits       | 46 133       | 100,00       | 46 123      | 100,00      |  |
| Abstentions | Abstentions                           | Abstentions    | 13 678       | 29,65        | 18 352      | 39,79       |  |
| Votants | Votants                               | Votants        | 32 455       | 70,35        | 27 771      | 60,21       |  |
| Blancs et nuls | Blancs et nuls                        | Blancs et nuls | 488          | 1,5          | 459         | 1,65        |  |
| Exprimés | Exprimés                              | Exprimés       | 31 967       | 98,5         | 27 312      | 98,35       |  |
| Source : France, Ministère de l'intérieur. Les Elections législatives . Métropole., la Documentation française, 1960 (lire en ligne) |                                       |                |              |              |             |             |  |

Le suppléant de Frédéric de Villeneuve était le Docteur Pierre Lagourgue.

### Élections de 1962
| | Gabriel Macé élu                          | RI             | 13 542 | 77,88  |  |  |  |
| | David Moreau                              | app. UNR       | 3 807  | 22,12  |  |  |  |
| | Paul Vergès                               | PCR            | 3 404  | 22,12  |  |  |  |
| | Frédéric Champierre de Villeneuve sortant | CNIP           | 600    | 22,12  |  |  |  |
| |                                           |                |        |        |  |  |  |
| Inscrits | Inscrits                                  | Inscrits       | 53 579 | 100,00 |  |  |  |
| Abstentions | Abstentions                               | Abstentions    | 32 018 | 59,76  |  |  |  |
| Votants | Votants                                   | Votants        | 21 561 | 40,24  |  |  |  |
| Blancs et nuls | Blancs et nuls                            | Blancs et nuls | 208    | 0,96   |  |  |  |
| Exprimés | Exprimés                                  | Exprimés       | 21 353 | 99,04  |  |  |  |
| Source : France, Ministère de l'intérieur. Les Elections législatives . Métropole., la Documentation française, 1963 (lire en ligne) |                                           |                |        |        |  |  |  |

Le suppléant de Gabriel Macé était le Docteur Philippe Vinson.

### Élections de 1963
| | Michel Debré élu | UNR            | 30 908 | 80,76  |  |  |  |
| | Paul Vergès      | PCR            | 7 365  | 19,24  |  |  |  |
| |                  |                |        |        |  |  |  |
| Inscrits | Inscrits         | Inscrits       | 55 170 | 100,00 |  |  |  |
| Abstentions | Abstentions      | Abstentions    | 16 500 | 29,91  |  |  |  |
| Votants | Votants          | Votants        | 38 670 | 70,09  |  |  |  |
| Blancs et nuls | Blancs et nuls   | Blancs et nuls | 397    | 1,03   |  |  |  |
| Exprimés | Exprimés         | Exprimés       | 38 273 | 98,97  |  |  |  |
| Source : France, Ministère de l'intérieur. Les Elections législatives . Métropole., la Documentation française, 1963 (lire en ligne) |                  |                |        |        |  |  |  |

Le suppléant de Michel Debré était Henry Sers, avocat au barreau de Paris. Henry Sers remplaça Michel Debré, nommé membre du gouvernement, du 9 février 1966 au 2 avril 1967.

### Élections de 1967
| | Michel Debré sortant réélu | UD-Ve          | 38 216 | 79,14  |  |  |  |
| | Jean-Baptiste Pomana       | PCR            | 10 072 | 20,86  |  |  |  |
| |                            |                |        |        |  |  |  |
| Inscrits | Inscrits                   | Inscrits       | 66 713 | 100,00 |  |  |  |
| Abstentions | Abstentions                | Abstentions    | 17 902 | 26,83  |  |  |  |
| Votants | Votants                    | Votants        | 48 811 | 73,17  |  |  |  |
| Blancs et nuls | Blancs et nuls             | Blancs et nuls | 523    | 1,07   |  |  |  |
| Exprimés | Exprimés                   | Exprimés       | 48 288 | 98,93  |  |  |  |
| Source : France, Ministère de l'intérieur. Les Elections législatives . Métropole., la Documentation française, 1967 (lire en ligne) |                            |                |        |        |  |  |  |

Le suppléant de Michel Debré était Henry Sers. Henry Sers remplaça Michel Debré, membre du gouvernement, du 8 mai 1967 au 30 mai 1968.

### Élections de 1968
| | Michel Debré sortant réélu | UDR (URP)      | 33 382 | 78,95  |  |  |  |
| | Jean-Baptiste Pomana       | PCR            | 5 523  | 13,06  |  |  |  |
| | Michel Gouedard            | Divers         | 1 243  | 2,94   |  |  |  |
| | Francis Mahé               | Divers         | 1 071  | 2,53   |  |  |  |
| | Guy Belon                  | FGDS           | 1 066  | 2,52   |  |  |  |
| |                            |                |        |        |  |  |  |
| Inscrits | Inscrits                   | Inscrits       | 66 670 | 100,00 |  |  |  |
| Abstentions | Abstentions                | Abstentions    | 23 925 | 35,89  |  |  |  |
| Votants | Votants                    | Votants        | 42 745 | 64,11  |  |  |  |
| Blancs et nuls | Blancs et nuls             | Blancs et nuls | 460    | 1,08   |  |  |  |
| Exprimés | Exprimés                   | Exprimés       | 42 285 | 98,92  |  |  |  |
| Source : France, Ministère de l'intérieur. Les Elections législatives . Métropole., la Documentation française, 1974 (lire en ligne) |                            |                |        |        |  |  |  |

Le suppléant de Michel Debré était Henry Sers. Il remplaça Michel Debré, membre du gouvernement, du 13 août 1968 au 1er avril 1973.

### Élections de 1973
| | Michel Debré sortant réélu | UDR (URP)      | 25 450 | 61,98  |  |  |  |
| | Wilfrid Bertile            | Divers gauche  | 12 583 | 30,64  |  |  |  |
| | Raymond Poirier            | MR             | 3 028  | 7,37   |  |  |  |
| |                            |                |        |        |  |  |  |
| Inscrits | Inscrits                   | Inscrits       | 70 021 | 100,00 |  |  |  |
| Abstentions | Abstentions                | Abstentions    | 28 212 | 40,29  |  |  |  |
| Votants | Votants                    | Votants        | 41 809 | 59,71  |  |  |  |
| Blancs et nuls | Blancs et nuls             | Blancs et nuls | 748    | 1,79   |  |  |  |
| Exprimés | Exprimés                   | Exprimés       | 41 061 | 98,21  |  |  |  |
| Source : France, Ministère de l'intérieur. Les Elections législatives . Métropole., la Documentation française, 1974 (lire en ligne) |                            |                |        |        |  |  |  |

Le suppléant de Michel Debré était Auguste Legros.

### Élections de 1978
|                | Michel Debré sortant réélu | RPR      | 34 680 | 63,27  |  |  |  |
|                | Bruny Payet                | PCR      | 14 326 | 26,13  |  |  |  |
|                | Wilfrid Bertile            | PS       | 5 810  | 10,60  |  |  |  |
|                |                            |          |        |        |  |  |  |
| Inscrits       | Inscrits                   | Inscrits | 86 242 | 100,00 |  |  |  |
| Abstentions    |                            |          |        |        |  |  |  |
| Votants        |                            |          |        |        |  |  |  |
| Blancs et nuls |                            |          |        |        |  |  |  |
| Exprimés       | Exprimés                   | Exprimés | 54 816 |        |  |  |  |

Le suppléant de Michel Debré était Auguste Legros.

### Élections de 1981
| Candidat       | Candidat                   | Parti          | Premier tour | Premier tour | Second tour | Second tour |  |
| Candidat       | Candidat                   | Parti          | Voix         | %            | Voix        | %           |  |
| -------------- | -------------------------- | -------------- | ------------ | ------------ | ----------- | ----------- |  |
|                | Michel Debré sortant réélu | RPR (UNM)      | 18 654       | 37,11        | 32 150      | 59,18       |  |
|                | Bruny Payet                | PCR            | 12 534       | 24,93        | 22 178      | 40,82       |  |
|                | Jean-Claude Fruteau        | PS             | 9 427        | 18,75        |             |             |  |
|                | Pierre Lagourgue           | UDF (PR)       | 9 147        | 18,20        |             |             |  |
|                | Alix Morel                 | Extrême droite | 506          | 1,01         |             |             |  |
|                |                            |                |              |              |             |             |  |
| Inscrits       | Inscrits                   | Inscrits       | 90 291       | 100,00       | 90 288      | 100,00      |  |
| Abstentions    | Abstentions                | Abstentions    | 39 463       | 43,71        | 34 823      | 38,57       |  |
| Votants        | Votants                    | Votants        | 50 828       | 56,29        | 55 465      | 61,43       |  |
| Blancs et nuls | Blancs et nuls             | Blancs et nuls | 560          | 1,1          | 1 137       | 2,05        |  |
| Exprimés       | Exprimés                   | Exprimés       | 50 268       | 98,9         | 54 328      | 97,95       |  |

### Élections de 1988
| Candidat       | Candidat           | Parti                      | Premier tour | Premier tour | Second tour | Second tour |  |
| Candidat       | Candidat           | Parti                      | Voix         | %            | Voix        | %           |  |
| -------------- | ------------------ | -------------------------- | ------------ | ------------ | ----------- | ----------- |  |
|                | Auguste Legros élu | Divers droite              | 10 831       | 37,44        | 18 673      | 53,22       |  |
|                | Gilbert Annette    | PS                         | 8 544        | 29,53        | 16 411      | 46,78       |  |
|                | Camille Sudre      | Divers gauche (Maj. prés.) | 2 991        | 10,34        |             |             |  |
|                | Raymond Lauret     | PCR                        | 2 084        | 7,2          |             |             |  |
|                | Gilbert Gérard     | Divers droite              | 1 680        | 5,81         |             |             |  |
|                | Alain Defaud       | RPR                        | 1 523        | 5,26         |             |             |  |
|                | Mario Lechat       | Divers droite              | 841          | 2,91         |             |             |  |
|                | Georges Sisco      | Divers gauche (Maj. prés.) | 227          | 0,78         |             |             |  |
|                | Jacques Fastre     | Extrême droite             | 208          | 0,72         |             |             |  |
|                |                    |                            |              |              |             |             |  |
| Inscrits       | Inscrits           | Inscrits                   | 53 782       | 100,00       | 53 753      | 100,00      |  |
| Abstentions    | Abstentions        | Abstentions                | 24 361       | 45,3         | 18 041      | 33,56       |  |
| Votants        | Votants            | Votants                    | 29 421       | 54,7         | 35 712      | 66,44       |  |
| Blancs et nuls | Blancs et nuls     | Blancs et nuls             | 492          | 1,67         | 628         | 1,76        |  |
| Exprimés       | Exprimés           | Exprimés                   | 28 929       | 98,33        | 35 084      | 98,24       |  |

Le suppléant d'Auguste Legros était René-Paul Victoria, directeur d'école, adjoint au maire de Saint-Denis.

### Élections de 1993
| Candidat       | Candidat             | Parti          | Premier tour | Premier tour | Second tour | Second tour |  |
| Candidat       | Candidat             | Parti          | Voix         | %            | Voix        | %           |  |
| -------------- | -------------------- | -------------- | ------------ | ------------ | ----------- | ----------- |  |
|                | Gilbert Annette élu  | PS (ADFP)      | 10 088       | 33,16        | 22 946      | 71,63       |  |
|                | Pierre Vergès        | PCR            | 5 905        | 19,41        | 9 090       | 28,37       |  |
|                | Paul Payet           | UDF (PR)       | 4 288        | 14,1         |             |             |  |
|                | Ibrahim Dindar       | Divers droite  | 3 844        | 12,64        |             |             |  |
|                | Marc Gérard          | RPR            | 2 479        | 8,15         |             |             |  |
|                | Aristide Payet       | Divers droite  | 873          | 2,87         |             |             |  |
|                | Dominique Jérôme     | Divers         | 749          | 2,46         |             |             |  |
|                | Félicien Malbrouck   | Divers         | 551          | 1,67         |             |             |  |
|                | Bernard Law-Wai      | Divers         | 509          | 1,67         |             |             |  |
|                | Alphonse Richard     | FN             | 465          | 1,53         |             |             |  |
|                | Georges Richer       | PLN            | 345          | 1,13         |             |             |  |
|                | Paul Techer          | LO             | 114          | 0,37         |             |             |  |
|                | Jean-Baptiste Ponama | Extrême gauche | 108          | 0,36         |             |             |  |
|                | Émile Chane Tou Ky   | Divers droite  | 101          | 0,33         |             |             |  |
|                |                      |                |              |              |             |             |  |
| Inscrits       | Inscrits             | Inscrits       | 64 770       | 100,00       | 64 753      | 100,00      |  |
| Abstentions    | Abstentions          | Abstentions    | 32 422       | 50,06        | 29 414      | 45,42       |  |
| Votants        | Votants              | Votants        | 32 348       | 49,94        | 35 339      | 54,58       |  |
| Blancs et nuls | Blancs et nuls       | Blancs et nuls | 1 929        | 5,96         | 3 303       | 9,35        |  |
| Exprimés       | Exprimés             | Exprimés       | 30 419       | 94,04        | 32 036      | 90,65       |  |

### Élections de 1997
| Candidat       | Candidat            | Parti          | Premier tour | Premier tour | Second tour | Second tour |  |
| Candidat       | Candidat            | Parti          | Voix         | %            | Voix        | %           |  |
| -------------- | ------------------- | -------------- | ------------ | ------------ | ----------- | ----------- |  |
|                | Michel Tamaya élu   | PS             | 13 368       | 49,75        | 20 203      | 55,64       |  |
|                | René-Paul Victoria  | RPR            | 4 462        | 16,6         | 16 104      | 44,36       |  |
|                | Jean-Jacques Morel  | UDF (PR)       | 3 894        | 14,49        |             |             |  |
|                | Ibrahim Dindar      | Divers droite  | 2 257        | 8,4          |             |             |  |
|                | Jean-Pierre Esperet | Les Verts      | 917          | 3,41         |             |             |  |
|                | Pascal Besnard      | FN             | 780          | 2,9          |             |             |  |
|                | Didier Lombard      | LO             | 568          | 2,11         |             |             |  |
|                | Alain Parrod        | Divers droite  | 413          | 1,54         |             |             |  |
|                | Marie-Denise Viel   | PLN            | 213          | 0,79         |             |             |  |
|                |                     |                |              |              |             |             |  |
| Inscrits       | Inscrits            | Inscrits       | 70 093       | 100,00       | 70 086      | 100,00      |  |
| Abstentions    | Abstentions         | Abstentions    | 40 507       | 57,79        | 31 346      | 44,73       |  |
| Votants        | Votants             | Votants        | 29 586       | 42,21        | 38 740      | 55,27       |  |
| Blancs et nuls | Blancs et nuls      | Blancs et nuls | 2 714        | 9,17         | 2 433       | 6,28        |  |
| Exprimés       | Exprimés            | Exprimés       | 26 872       | 90,83        | 36 307      | 93,72       |  |

Le suppléant de Michel Tamaya était Dominique Rivière, avocat, secrétaire départemental du PS, adjoint au maire de Saint-Denis.

### Élections de 2002
| Candidat       | Candidat               | Parti             | Premier tour | Premier tour | Second tour | Second tour |  |
| Candidat       | Candidat               | Parti             | Voix         | %            | Voix        | %           |  |
| -------------- | ---------------------- | ----------------- | ------------ | ------------ | ----------- | ----------- |  |
|                | René-Paul Victoria élu | UMP               | 15 105       | 47,01        | 20 297      | 57,95       |  |
|                | Michel Tamaya sortant  | PS                | 8 572        | 26,68        | 14 727      | 42,05       |  |
|                | Alain Armand           | Divers gauche     | 4 228        | 13,16        |             |             |  |
|                | Marie-Luce Clain       | FN                | 868          | 2,7          |             |             |  |
|                | Pierre Dupuy           | Divers droite     | 772          | 2,4          |             |             |  |
|                | Jean-Pierre Esperet    | Les Verts         | 681          | 2,12         |             |             |  |
|                | Jean-Max Nativel       | Divers gauche     | 356          | 1,11         |             |             |  |
|                | Didier Lombard         | LO                | 267          | 0,83         |             |             |  |
|                | Jeanne Loyher-Pere     | Divers écologiste | 260          | 0,81         |             |             |  |
|                | Ahmed Abdool Assenjee  | Divers droite     | 215          | 0,67         |             |             |  |
|                | Gabrielle Marie        | Divers écologiste | 210          | 0,65         |             |             |  |
|                | Marie-Claude Junot     | Divers            | 145          | 0,45         |             |             |  |
|                | Philippe Azema         | LCR               | 143          | 0,45         |             |             |  |
|                | Jean-Yves Goulan       | Pôle républicain  | 109          | 0,34         |             |             |  |
|                | Catherine Jassaud      | MNR               | 103          | 0,32         |             |             |  |
|                | Marie-Nadège Tirano    | Régionaliste      | 96           | 0,3          |             |             |  |
|                | Émile Chane-Tou-Ky     | Divers droite     | 0            | 0            |             |             |  |
|                |                        |                   |              |              |             |             |  |
| Inscrits       | Inscrits               | Inscrits          | 71 674       | 100,00       | 71 656      | 100,00      |  |
| Abstentions    | Abstentions            | Abstentions       | 37 861       | 52,82        | 34 755      | 48,5        |  |
| Votants        | Votants                | Votants           | 33 813       | 47,18        | 36 901      | 51,5        |  |
| Blancs et nuls | Blancs et nuls         | Blancs et nuls    | 1 683        | 4,98         | 1 877       | 5,09        |  |
| Exprimés       | Exprimés               | Exprimés          | 32 130       | 95,02        | 35 024      | 94,91       |  |

La suppléante de René-Paul Victoria était Jacqueline Farreyrol, chanteuse, actrice, auteur-compositeur.

### Élections de 2007
| Candidat       | Candidat                         | Parti               | Premier tour | Premier tour | Second tour | Second tour |  |
| Candidat       | Candidat                         | Parti               | Voix         | %            | Voix        | %           |  |
| -------------- | -------------------------------- | ------------------- | ------------ | ------------ | ----------- | ----------- |  |
|                | René-Paul Victoria sortant réélu | UMP                 | 11 042       | 28,55        | 22 207      | 51,46       |  |
|                | Gilbert Annette                  | PS                  | 9 778        | 25,28        | 20 951      | 48,54       |  |
|                | Nassimah Dindar                  | Divers droite       | 5 381        | 13,91        |             |             |  |
|                | Alain Armand                     | Divers gauche       | 3 558        | 9,2          |             |             |  |
|                | Jean-Jacques Morel               | Divers droite       | 1 920        | 4,96         |             |             |  |
|                | Ibrahim Dindar                   | Divers droite       | 1 808        | 4,68         |             |             |  |
|                | Nadia Ramassamy                  | Divers              | 1 231        | 3,18         |             |             |  |
|                | Jeanne Loyher                    | UDF–MoDem           | 906          | 2,34         |             |             |  |
|                | Cécile Seigle-Vatte              | Les Verts           | 789          | 2,04         |             |             |  |
|                | Georges-Marie Lepinay            | Divers gauche       | 453          | 1,17         |             |             |  |
|                | Daniel Cadet                     | Divers gauche       | 435          | 1,12         |             |             |  |
|                | Gilbert Gérard                   | Divers droite       | 357          | 0,92         |             |             |  |
|                | Sabine Martinelli                | FN                  | 253          | 0,65         |             |             |  |
|                | Didier Lombard                   | LO                  | 181          | 0,47         |             |             |  |
|                | Ybsen Haussmann Chotia           | Divers              | 159          | 0,41         |             |             |  |
|                | Rémy Massain                     | Divers gauche       | 144          | 0,37         |             |             |  |
|                | Guénot Germane                   | Divers              | 117          | 0,3          |             |             |  |
|                | François Esquer                  | Extrême gauche (GA) | 110          | 0,28         |             |             |  |
|                | Laurent Payet                    | Divers              | 50           | 0,13         |             |             |  |
|                |                                  |                     |              |              |             |             |  |
| Inscrits       | Inscrits                         | Inscrits            | 83 901       | 100,00       | 83 856      | 100,00      |  |
| Abstentions    | Abstentions                      | Abstentions         | 43 416       | 51,75        | 37 867      | 45,16       |  |
| Votants        | Votants                          | Votants             | 40 485       | 48,25        | 45 989      | 54,84       |  |
| Blancs et nuls | Blancs et nuls                   | Blancs et nuls      | 1 813        | 4,48         | 2 831       | 6,16        |  |
| Exprimés       | Exprimés                         | Exprimés            | 38 672       | 95,52        | 43 158      | 93,84       |  |

### Élections de 2012
| Candidat       | Candidat                   | Parti                | Premier tour | Premier tour | Second tour | Second tour |  |
| Candidat       | Candidat                   | Parti                | Voix         | %            | Voix        | %           |  |
| -------------- | -------------------------- | -------------------- | ------------ | ------------ | ----------- | ----------- |  |
|                | Ericka Bareigts élue       | PS                   | 13 046       | 39,89        | 19 610      | 55,17       |  |
|                | Nassimah Dindar            | MoDem                | 7 004        | 21,41        | 15 936      | 44,83       |  |
|                | René-Paul Victoria sortant | UMP                  | 6 740        | 20,61        |             |             |  |
|                | Nadia Ramassamy            | Divers droite (AMPR) | 1 319        | 4,03         |             |             |  |
|                | Gladys Rivière             | FN                   | 1 057        | 3,23         |             |             |  |
|                | Mickaël Nativel            | diss. PS             | 955          | 2,92         |             |             |  |
|                | Pierre Vergès              | PCR                  | 811          | 2,48         |             |             |  |
|                | Jean-Pierre Marchau        | EÉLV                 | 798          | 2,44         |             |             |  |
|                | Darmapalah Seethanen       | FG (PCF)             | 485          | 1,48         |             |             |  |
|                | Margarette Robert-Mucy     | Divers gauche        | 402          | 1,23         |             |             |  |
|                | Corinne Baïkiom            | LO                   | 92           | 0,28         |             |             |  |
|                |                            |                      |              |              |             |             |  |
| Inscrits       | Inscrits                   | Inscrits             | 73 995       | 100,00       | 73 995      | 100,00      |  |
| Abstentions    | Abstentions                | Abstentions          | 39 992       | 54,05        | 35 662      | 48,2        |  |
| Votants        | Votants                    | Votants              | 34 003       | 45,95        | 38 333      | 51,8        |  |
| Blancs et nuls | Blancs et nuls             | Blancs et nuls       | 1 294        | 3,81         | 2 787       | 7,27        |  |
| Exprimés       | Exprimés                   | Exprimés             | 32 709       | 96,19        | 35 546      | 92,73       |  |

### Élections de 2017
|                                                                            |                                                                   |                           |                           |                          |                          |
|                                                                            |                                                                   | Premier tour 11 juin 2017 | Premier tour 11 juin 2017 | Second tour 18 juin 2017 | Second tour 18 juin 2017 |
|                                                                            |                                                                   |                           |                           |                          |                          |
|                                                                            |                                                                   | Nombre                    | % des inscrits            | Nombre                   | % des inscrits           |
| Inscrits                                                                   | Inscrits                                                          | 80 507                    | 100,00                    | 80 506                   | 100,00                   |
| Abstentions                                                                | Abstentions                                                       | 51 449                    | 63,91                     | 48 707                   | 60,50                    |
| Votants                                                                    | Votants                                                           | 29 058                    | 36,09                     | 31 799                   | 39,50                    |
|                                                                            |                                                                   |                           | % des votants             |                          | % des votants            |
| Bulletins blancs                                                           | Bulletins blancs                                                  | 1 061                     | 3,65                      | 1 517                    | 4,77                     |
| Bulletins nuls                                                             | Bulletins nuls                                                    | 789                       | 2,72                      | 1 508                    | 4,74                     |
| Suffrages exprimés                                                         | Suffrages exprimés                                                | 27 208                    | 93,63                     | 28 774                   | 90,49                    |
|                                                                            |                                                                   |                           |                           |                          |                          |
| Candidat Étiquette politique (partis et alliances)                         | Candidat Étiquette politique (partis et alliances)                | Voix                      | % des exprimés            | Voix                     | % des exprimés           |
|                                                                            |                                                                   |                           |                           |                          |                          |
|                                                                            | Ericka Bareigts Parti socialiste                                  | 12 849                    | 47,23                     | 18 950                   | 65,86                    |
|                                                                            | Jean-Jacques Morel Les Républicains                               | 5 899                     | 21,68                     | 9 824                    | 34,14                    |
|                                                                            | Julie Pontalba La France insoumise (Parti communiste réunionnais) | 2 193                     | 8,06                      |                          |                          |
|                                                                            | Jean-Pierre Celeste Front national                                | 1 265                     | 4,65                      |                          |                          |
|                                                                            | Jean-Pierre Marchau Europe Écologie Les Verts                     | 958                       | 3,52                      |                          |                          |
|                                                                            | Karine Nabenesa Mouvement démocrate                               | 925                       | 3,40                      |                          |                          |
|                                                                            | Frédéric Foucque Divers droite (Rassemblement pour la Réunion)    | 824                       | 3,03                      |                          |                          |
|                                                                            | Farid Mangrolia Divers                                            | 731                       | 2,69                      |                          |                          |
|                                                                            | Jean-Alexandre Poleya Divers droite                               | 305                       | 1,12                      |                          |                          |
|                                                                            | Jean-Paul Panechou Divers gauche (Rézistan's Égalité 974)         | 213                       | 0,78                      |                          |                          |
|                                                                            | Dominique Frut Divers (Union populaire républicaine)              | 208                       | 0,76                      |                          |                          |
|                                                                            | Isma Belkessam Divers                                             | 195                       | 0,72                      |                          |                          |
|                                                                            | Jean-Roland Ango Divers (La République en marche dissident)       | 185                       | 0,68                      |                          |                          |
|                                                                            | Hugues Maillot Divers droite (Ré-unir)                            | 146                       | 0,54                      |                          |                          |
|                                                                            | Jürgen Leon Divers gauche                                         | 137                       | 0,50                      |                          |                          |
|                                                                            | Corinne Gasp Lutte ouvrière                                       | 127                       | 0,47                      |                          |                          |
|                                                                            | Ariane Dedieu Divers                                              | 48                        | 0,18                      |                          |                          |
| Source : Ministère de l'Intérieur - Première circonscription de La Réunion |                                                                   |                           |                           |                          |                          |

### Élections de 2022
| Résultats des élections législatives des 12 et 19 juin 2022 de la 1re circonscription de la Réunion |                          |                          |                          |              |              |             |             |
| Candidat                                                                                            | Candidat                 | Parti                    | Nuance                   | Premier tour | Premier tour | Second tour | Second tour |
| Candidat                                                                                            | Candidat                 | Parti                    | Nuance                   | Voix         | %            | Voix        | %           |
| | Philippe Naillet         | PS (NUPES)               | DVG                      | 7 742        | 33,47        | 14 876      | 60,68       |
| | Jean-Jacques Morel       | SE                       | DVD                      | 3 378        | 14,61        | 9 640       | 39,32       |
| | Gaëlle Le Bon            | RN                       | RN                       | 3 015        | 13,04        |             |             |
| | Ludovic Sautron          | GE                       | ECO                      | 1 371        | 5,93         |             |             |
| | Farid Mangrolia          | LREM (ENS)               | DVC                      | 1 353        | 5,85         |             |             |
| | Eric Magamootoo          | SE                       | DVC                      | 1 217        | 5,26         |             |             |
| | Giovanni Payet           | LVC-LR                   | DVG                      | 970          | 4,19         |             |             |
| | Murielle Sisteron        | LR (UDC)                 | LR                       | 909          | 3,93         |             |             |
| | Jean-Alexandre Poleya,   | AC (ÉMP)                 | DVC                      | 524          | 2,27         |             |             |
| | Hary Grondin             | HG                       | DVC                      | 469          | 2,03         |             |             |
| | Yvette Duchemann         | SEPT                     | ECO                      | 468          | 2,02         |             |             |
| | Sonny Welmant            | DLF (UPF)                | DSV                      | 410          | 1,77         |             |             |
| | Georges Mithra           | SE                       | DVG                      | 381          | 1,65         |             |             |
| | Didier Vaïtilingom       | SE                       | REG                      | 304          | 1,31         |             |             |
| | Corinne Gasp             | LO                       | DXG                      | 280          | 1,21         |             |             |
| | Nelsy Guerin             | SE                       | DXG                      | 233          | 1,01         |             |             |
| | Eric Beeharry            | EPR                      | DIV                      | 105          | 0,45         |             |             |
| Votes valides                                                                                       | Votes valides            | Votes valides            | Votes valides            | 23 129       | 92,68        | 24 516      | 89,79       |
| Votes blancs                                                                                        | Votes blancs             | Votes blancs             | Votes blancs             | 1 059        | 4,24         | 1 564       | 5,73        |
| Votes nuls                                                                                          | Votes nuls               | Votes nuls               | Votes nuls               | 768          | 3,08         | 1 224       | 4,48        |
| Total                                                                                               | Total                    | Total                    | Total                    | 24 956       | 100          | 27 304      | 100         |
| Abstention                                                                                          | Abstention               | Abstention               | Abstention               | 60 947       | 70,95        | 58 634      | 68,23       |
| Inscrits / participation                                                                            | Inscrits / participation | Inscrits / participation | Inscrits / participation | 85 903       | 29,05        | 85 938      | 31,77       |

### Élections de 2024
| Candidat                 | Candidat                 | Parti et coalition       | Nuance                   | Premier tour | Premier tour | Second tour | Second tour |
| Candidat                 | Candidat                 | Parti et coalition       | Nuance                   | Voix         | %            | Voix        | %           |
| ------------------------ | ------------------------ | ------------------------ | ------------------------ | ------------ | ------------ | ----------- | ----------- |
|                          | Philippe Naillet         | PS (NFP)                 | UG                       | 19 186       | 46,25        | 27 276      | 64,72       |
|                          | Jean-Jacques Morel       | RN                       | RN                       | 11 451       | 27,60        | 14 868      | 35,28       |
|                          | René-Paul Victoria       | LR                       | LR                       | 5 670        | 13,67        |             |             |
|                          | Ludovic Sautron          | GÉ diss.                 | ECO                      | 2 126        | 5,13         |             |             |
|                          | Gaëlle Lebon             | REC                      | REC                      | 1 693        | 4,08         |             |             |
|                          | Gino Ponin-Ballom        | LR diss.                 | DVD                      | 699          | 1,69         |             |             |
|                          | Paul Techer              | LO                       | EXG                      | 450          | 1,08         |             |             |
|                          | Nadine Mitra             | SE                       | DIV                      | 148          | 0,36         |             |             |
|                          | Krisna Sawoo             | SE                       | DIV                      | 59           | 0,14         |             |             |
|                          |                          |                          |                          |              |              |             |             |
| Votes valides            | Votes valides            | Votes valides            | Votes valides            | 41 482       | 95,53        | 42 144      | 93,47       |
| Votes blancs             | Votes blancs             | Votes blancs             | Votes blancs             | 1 134        | 2,61         | 1 858       | 4,12        |
| Votes nuls               | Votes nuls               | Votes nuls               | Votes nuls               | 809          | 1,86         | 1 087       | 2,41        |
| Total                    | Total                    | Total                    | Total                    | 43 425       | 100          | 45 089      | 100         |
| Abstention               | Abstention               | Abstention               | Abstention               | 45 122       | 50,96        | 43 482      | 49,09       |
| Inscrits / participation | Inscrits / participation | Inscrits / participation | Inscrits / participation | 88 547       | 49,04        | 88 571      | 50,91       |

## Annexe